# Pandelela Pamg
Pandelela Rinong anac Pamg (nacida el 2 de marzo de 1993) es una clavadista de Malasia. Ella se convirtió en la primera atleta femenina de Malasia en ganar una medalla en los Juegos Olímpicos, así como la primera en ganar una medalla olímpica en cualquier deporte que no sea Bádminton, cuando ella se llevó el bronce en el evento de salto de 10 metros en los Juegos Olímpicos de Verano de 2012 en Londres.

## Carrera
En el Campeonato Mundial de Natación 2009, ganó una medalla de bronce en 10 m plataforma sincronizada con Mun Yee Leong y se colocó quinta en la plataforma de 10 m. Ella también compitió en la plataforma de 10 m en los Juegos Olímpicos de 2008 en Beijing.